# Matsudo
Matsudo (松戸市, Matsudo-shi) est une ville située dans la préfecture de Chiba, au Japon.

## Géographie

### Situation

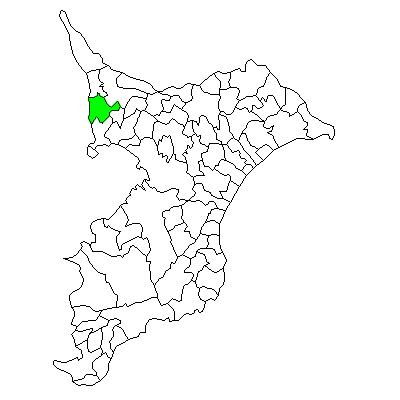
Situation de Matsudo dans la préfecture de Chiba.

Matsudo est située dans le nord-ouest de la préfecture de Chiba.

### Démographie
En mars 2019, la population de Matsudo s'élevait à 496 961 habitants, répartis sur une superficie de 61,38 km2.

## Histoire
Le village de Matsudo a été créé en 1878. Il obtient le statut de ville le 1er octobre 1943.

## Culture locale et patrimoine
- Manman-ji
- Ichigatsu-ji

## Transports
Matsudo est desservie par les lignes ferroviaires Jōban, Musashino, Matsudo, Hokusō, Narita Sky Access, Urban Park et Nagareyama.
Les principales gares de la ville sont celles de Matsudo, Higashi-Matsudo et Shin-Matsudo.

## Jumelages
Matsudo est jumelée avec la ville de Whitehorse (Victoria, Australie). La ville était initialement jumelée avec la ville australienne de Box Hill — depuis le 12 mai 1971 —, qui a fusionné avec Nunawading en décembre 1994 pour former Whitehorse.

## Personnalités liées à la ville
- Gihachiro Okuyama (1907-1981), artiste et graveur sur bois
- Tsutomu Yamazaki (né en 1936), acteur
- Hideki Konno (né en 1965), créateur de jeu vidéo
- Naoko Yamazaki (née en 1970), astronaute
- Hiroshi Kamiya (né en 1975), seiyū
- Haruko Obokata (né en 1983), biologiste